# Tromsdalen
Tromsdalen is een plaats in de Noorse gemeente Tromsø in de  provincie Troms. De plaats ligt op het vasteland en is door de Tromsøbrug verbonden met Tromsøya, het eiland waarop de stad Tromsø ligt.
Tromsdalen ligt tegen de bergen, waarvan  Tromsdalstinden met 1238 meter de hoogste is. Vanaf het dorp is het begin van het berggebied, Fløya, bereikbaar met de zogenaamde Fjellheisen.
Meest opvallende bouwwerk in Tromsdal is Ishavskatedralen uit 1965.